# Incident de Steve Bartman
L'incident de Steve Bartman est un événement survenu le 14 octobre 2003 au Wrigley Field, un stade de Chicago, durant un match éliminatoire de la Ligue nationale de baseball entre les Marlins de la Floride et les Cubs de Chicago.
Durant le 6e match de la Série de championnat de la Ligue nationale, un groupe de spectateurs, dont un du nom de Steve Bartman, tentèrent de capter une fausse balle se dirigeant vers les gradins du champ extérieur gauche, empêchant le voltigeur des Cubs, Moises Alou, d'attraper la balle et d'effectuer un retrait. 
Cet incident est vu comme le tournant d'une série qui était sur le point d'être remportée par Chicago, mais qui fut finalement gagnée par les Marlins de la Floride, et causa un bruit médiatique considérable.

## Steve Bartman
Originaire de Northbrook, Illinois, en proche banlieue de Chicago, Steve Bartman avait 26 ans lors de l'incident à Wrigley Field et travaillait pour Hewitt Associates. Il était également entraîneur à temps partiel d'une équipe de baseball composée d'adolescents à Niles, également en Illinois.

## L'incident
Le 14 octobre 2003, les Cubs accueillaient les Marlins de la Floride au Wrigley Field de Chicago pour le 6e match de la Série de championnat de la Ligue nationale. Les Cubs avaient remporté trois des cinq premières parties pour ne s'approcher qu'à une seule victoire du championnat de la Ligue nationale et d'une première participation à la Série mondiale depuis l'automne 1945.
Avec un retrait en début de 8e manche et les Cubs en avant 3-0, le frappeur des Marlins, Luis Castillo, cogna une balle en hauteur qui se dirigea vers les estrades du champ gauche. Les règlements du baseball stipulent qu'un retrait peut être effectué par un joueur en défensive s'il saisit une balle qui se trouve hors-jeu (entre autres dans les gradins), à condition de ne pas mettre le pied dans les estrades. Le voltigeur de gauche des Cubs, Moises Alou, s'approcha donc des gradins pour saisir la balle et compléter le retrait, mais plusieurs spectateurs tentèrent d'attraper la balle, qui dévia hors de portée d'Alou. Ce dernier réagit en frappant violemment son gant en signe de frustration et la télévision le montrant en train de crier en direction de la foule. Aucun retrait ne fut enregistré et, bien que les Cubs plaidèrent auprès de l'arbitre que la foule avait causé de l'interférence sur le jeu, l'officiel Mike Everitt statua qu'il n'y en avait pas eu, puisque la balle se trouvait au-dessus des spectateurs et non au-dessus du terrain.
Du groupe de partisans ayant causé l'incident, Steve Bartman fut pointé du doigt. Les caméras de télévision filmèrent Bartman en train de quitter son siège et de disparaître en coulisses, escorté par des agents de sécurité du stade, tandis que de nombreux spectateurs lançaient des déchets et des boissons en sa direction.

## Conséquences

### Sur le match et la série
Après cet incident, Luis Castillo soutira un but-sur-balles au lanceur des Cubs, Mark Prior. Avec deux coureurs sur les sentiers et un seul retrait (Juan Pierre avait au préalable atteint le deuxième but), les Marlins entreprirent une remontée. Ils inscrivirent 8 points au cours de cette huitième manche. Les Cubs, qui n'avaient besoin que de 5 retraits pour s'assurer de la victoire finale, perdirent ce match 8-3, pour ensuite s'incliner 9-6 le lendemain, toujours à Wrigley Field. Victorieux 4-3 dans cette série de 7 parties, les Marlins de la Floride accédèrent à la Série mondiale, qu'ils gagnèrent quelques jours après.

### Pour Bartman
Identifié par des téléspectateurs, le nom de Steve Bartman ainsi que des informations personnelles à son sujet apparurent sur les forums de discussion des ligues majeures de baseball quelques minutes après la fin de la partie Cubs-Marlins. Une escouade de six voitures de police se présenta au domicile de Bartman peu de temps après, afin de protéger l'homme et sa famille.
Le lendemain de la partie, Bartman réagit par un bref communiqué, se disant « désolé » de la tournure des événements et précisant qu'il avait eu « les yeux fixés sur la balle » et n'avait jamais été conscient des efforts de Moises Alou pour la rejoindre. Par la suite, Bartman refusa les demandes d'entrevue. Il fit changer son numéro de téléphone pour éviter d'être harcelé par des inconnus. Certains partisans des Marlins de la Floride, heureux du sort réservé à leur équipe, firent parvenir des cadeaux à Bartman, qui insista pour que ces individus fassent plutôt des dons à une fondation de recherche sur le diabète juvénile. Enfin, les organisateurs d'une convention de collectionneurs de cartes sportives à Rosemont, Illinois, offrirent 25 000 $ à Bartman en 2008 pour qu'il autographie une photo. Ce dernier refusa.

### Réactions
Quelques jours après l'incident, les Cubs de Chicago publièrent un communiqué et se portèrent, sans le nommer, à la défense de Steve Bartman :
« Les Cubs de Chicago tiennent à remercier leurs partisans pour leur encouragement cette année. Nous leurs sommes reconnaissants.
Nous voudrions aussi rappeler à tous que les matchs sont décidés par ce qui se produit sur le terrain — non dans les gradins. Il est inexact et injuste d'insinuer qu'un seul individu est responsable des événements qui se sont produits lors du match # 6. Il a agi de la manière dont agit chaque fan présent au stade — en essayant d'attraper une fausse balle dans les estrades. C'est une des choses qui fait du baseball un sport si spécial.
Ce fut une saison excitante et nous espérons encore davantage de baseball d'octobre au Wrigley Field. »
Le commissaire du baseball Bud Selig abonda dans le même sens, déclarant en entrevue : « Bien que je comprenne la réaction des amateurs, blâmer ce jeune homme, qui est le plus ardent des partisans des Cubs, est injuste. De lire ses explications m'a brisé le cœur... Si vous voulez blâmer la malédiction du Bambino ou celle du Billy Goat, ou tout autre chose, c'est bien. Mais blâmer Steve Bartman est injuste. »[réf. nécessaire]
Le gouverneur de l'Illinois (à l'époque), Rod Blagojevich, suggéra que Bartman soit placé sur un programme de protection des témoins. Jeb Bush, qui était quant à lui gouverneur de l'État de la Floride, offrit l'asile politique à Bartman.
Le lanceur des Cubs de Chicago, Mark Prior, indiqua que son équipe avait eu plusieurs occasions de se sortir du pétrin lors de cette 8e manche fatidique, ajoutant que « tout le monde, joueurs et entraîneurs, sait que ce jeu n'est pas la cause de notre défaite ». Un autre lanceur des Cubs, Rick Sutcliffe, exprima son dégoût et affirma avoir eu de la peine en voyant la réaction de la foule envers Steve Bartman. Il mentionna avoir discuté de la situation avec son épouse le lendemain matin et lui avoir dit que si l'équipe lui demandait d'effectuer le premier lancer de la Série mondiale, il allait « amener ce partisan au monticule » avec lui.
Plusieurs connaissances de Bartman, interpellés par les médias dans les jours qui suivirent, plaidèrent en faveur du jeune homme. De jeunes joueurs de baseball âgés de 13 et 14 ans qui avaient eu Bartman comme entraîneur tinrent un rallye en son honneur dans un parc de Northbrooke, cinq jours après la partie. Le columnist sportif du Chicago Sun-Times, Jay Mariotti, exprima dans un article son désarroi devant la triste image que plusieurs partisans avaient donné la ville de Chicago par leurs réactions et leurs menaces « dignes du Néanderthal ».
En avril 2008, quatre ans et demi après l'incident, Moises Alou déclara à l'Associated Press : « Vous savez ce qui est amusant ? C'est que je ne l'aurais pas attrapée, de toute façon. » Cependant, Alou indiqua près de deux mois plus tard en entrevue qu'il ne se rappelait pas avoir tenu de tels propos. « Je ne m'en souviens pas », dit-il à un journaliste du Palm Beach Post, « Si j'ai dit cela, c'était probablement une blague pour qu'il (Bartman) se sente mieux. (...) Il est temps de pardonner à ce type et de passer à autre chose. »

### Bartman et la Série mondiale 2016
Le 2 novembre 2016, les Cubs de Chicago mettent fin à 108 ans sans titre, alors qu'ils remportent la Série mondiale 2016 au terme d'une finale contre Cleveland, à laquelle Bartman, aux dires de son avocat, n'assiste pas en personne à Wrigley Field.
Le 31 juillet 2017, la direction des Cubs de Chicago remet à Steve Bartman, lors d'une rencontre privée dans les bureaux du président de l'équipe Tom Ricketts à Wrigley Field, une bague de champion de la Série mondiale 2016 sur laquelle son nom est gravé. Aucune image de la rencontre n'est publiée et Bartman exprime son appréciation pour le geste via un communiqué.

## La balle de Steve Bartman
La fausse balle à l'origine de l'incident fut finalement conservée par un avocat de Chicago présent à la partie. Il la vendit aux enchères en décembre 2003. L'objet fut acheté pour $113 824,16 par Grant DePorter, un restaurateur de Chicago, au nom du Harry Caray's Restaurant Group. Le 26 février 2004, la balle fut détruite devant les caméras de télévision par un expert des effets spéciaux.

## Le siège occupé par Bartman

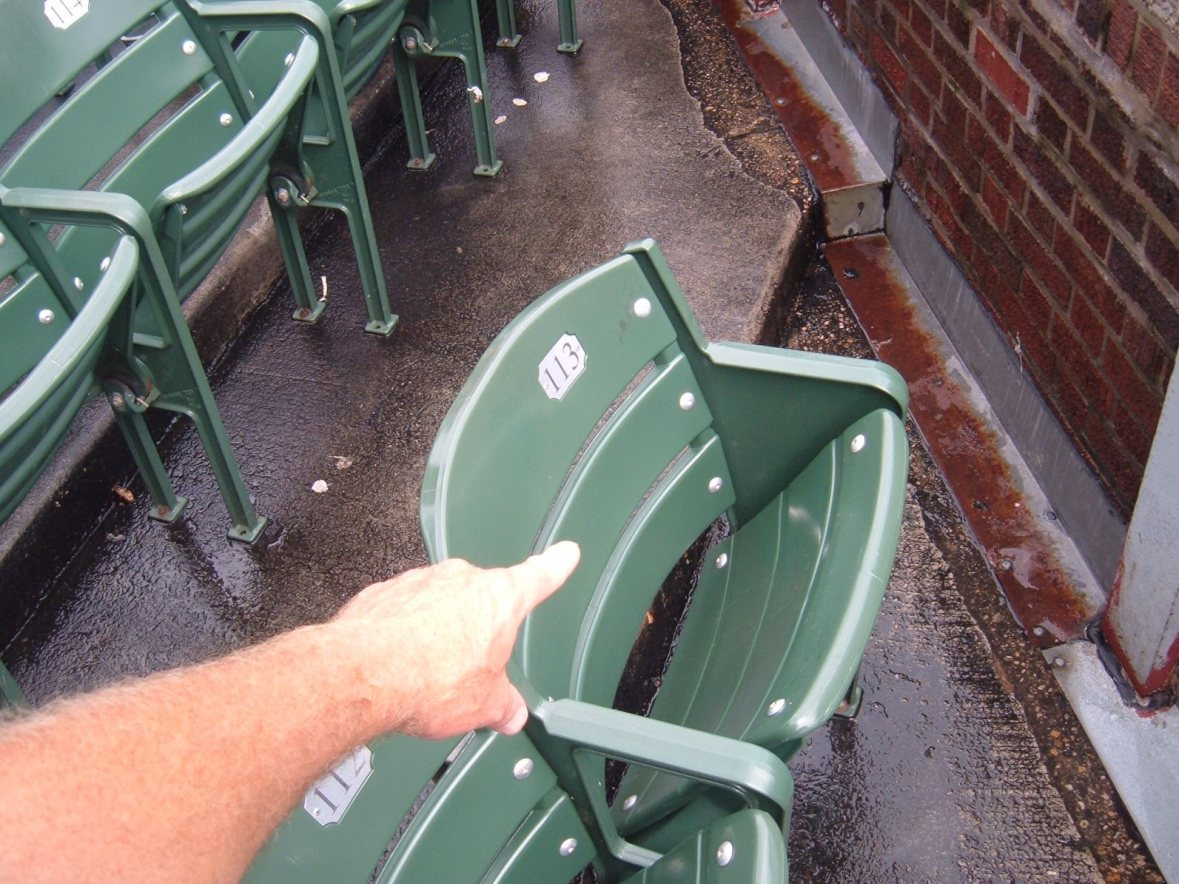
Le siège occupé par Steve Bartman à Wrigley Field.

Dans les années suivant la série entre les Cubs et les Marlins, le siège qu'occupait Steve Bartman le 14 octobre 2003 (allée 4, rangée 8, siège 113) devint une sorte d'attraction à Wrigley Field.

## Télévision
Steve Bartman est le sujet d'un épisode de la série de documentaires sur le sport 30 for 30 au réseau américain ESPN. La première diffusion de l'épisode Steve Bartman: Catching Hell, réalisé par Alex Gibney, était prévue pour octobre 2010 mais fut repoussée par ESPN et par la suite remplacé par un film sur les débuts de Fernando Valenzuela, sous prétexte que Gibney avait besoin de plus de temps pour compléter son documentaire. Catching Hell est diffusé pour la première fois le 27 septembre 2011.
La séquence impliquant Bartman apparaît en 2010 dans une publicité de Fox Sports pour la Série de championnat de la Ligue nationale de baseball 2010.